# Gelsted
 Denne artikel omhandler byen Gelsted. Der er også andre byer med dette navn, se Gelsted (Næstved Kommune).
Gelsted er en by på Fyn med 1.723 indbyggere  (2024). Gelsted er beliggende midt mellem Ejby og Aarup, 28 kilometer vest for Odense. Byen ligger i Middelfart Kommune med en mindre del i Assens Kommune. Kirsten Thorup er født i Gelsted, og handlingen i flere af hendes romaner er henlagt til byen. 

## Historie
Gelsted landsby bestod i 1682 af 10 gårde, 3 huse med jord og 3 huse uden jord. Det samlede dyrkede areal udgjorde 397,5 tønder land skyldsat til 65,57 tønder hartkorn. Dyrkningsformen var tovangsbrug med rotationen 2/2 + 1 vang sås årligt.
Gelsted fik jernbaneforbindelse i 1865. Stationen kom imidlertid til at ligge et godt stykke fra landsbyen, hvorfor der opstod en ny stationsby, som først med tiden voksede sammen med den gamle landsby.
Omkring 1870 omtales byen således: "Gjelsted med Kirken, Præstegaard, Skole og Jernbanestation".
Omkring 1900 havde Gelsted kirke, præstegård, to skoler (hovedskolen og stationsskolen), missionshus (opført 1889), forsamlingshus (opført 1892), jernbane-, telegraf- og telefonstation, gæstgiveri og andelsmejeri.
Gelsted stationsby havde 198 indbyggere i 1906, 491 i 1911 og 466 indbyggere i 1916. I 1911 var fordelingen efter næringsveje: 25 levede af landbrug, 264 af håndværk og industri, 61 af handel, 64 af transport. I 1920 havde byen kirke, præstegård, missionshus (opført 1889), forsamlingshus, skolehjem for forsømte drenge, sparekasse for Gelsted og omegn, elektricitetsværk, cementvarefabrik, andelsmejeri, møller, købmandshandel m.m. samt station på Tommerup—Middelfart-banen.
Gelsted stationsby fortsatte sin udvikling i mellemkrigstiden: byen havde 537 indbyggere i 1921, 549 i 1925, 644 i 1930, 623 i 1935 og 592 indbyggere i 1940.
I 1930 var fordelingen efter næringsveje: 644 indbyggere, hvoraf 17 levede af landbrug, 292 af håndværk og industri, 88 af handel og omsætning, 82 af transport, 18 af immateriel virksomhed, 57 af husgerning, 59 var ude af erhverv og 7 ikke havde angivet oplysninger.
Gelsted stationsby fortsatte sin befolkningsvækst efter 2. verdenskrig: byen havde 637 indbyggere i 1945, 646 i 1950, 614 i 1955, 653 i 1960 (1.081 medregnet Holme-Lunghøj by) og 1.252 indbyggere (inklusive Holme-Lunghøj by) i 1965.